# Saccopharyngiformes
El orden Saccopharyngiformes comprende peces con un aspecto externo similar a los  anguiliformes.   
Los sacofaringiformes carecen de varios órganos presentes en los demás órdenes, tales como el hueso simpléctico y los huesos del opérculo.  No tienen escamas, aleta caudal ni vejiga natatoria.  Las mandíbulas son desproporcionadamente grandes, lo que les permite ingerir presas de gran tamaño en comparación con el suyo. Sus miómeros —los segmentos musculares— tienen forma de V, a diferencia de la forma en W del resto de peces.
Debido a que estos peces viven a grandes profundidades en los fondos marinos, la mayoría de especies de este orden se conocen solo por unos pocos especímenes.

## Clasificación
Hay cuatro familias en el orden:
- Cyematidae (becacines)
- Eurypharyngidae (Pez pelícano)
- Monognathidae
- Saccopharyngidae (peces del género Saccopharynx)

## Alimentación
Los peces de este orden son depredadores activos.  Utilizan su enorme boca como una red, abriéndola súbitamente cuando su presa está cerca.